# Edson de Sousa Vieira
Edson de Sousa Vieira (Santa Cruz do Capibaribe/PE, 18 de outubro de 1974) é um empresário e político brasileiro, atualmente Deputado Estadual por Pernambuco, filiado ao União Brasil. Já foi vereador, presidente da Câmara Municipal de Santa Cruz do Capibaribe, Deputado Estadual por Pernambuco em três mandatos, e prefeito de Santa Cruz do Capibaribe eleito em 2012 e reeleito em 2016. É marido da Ex-Deputada Estadual Alessandra Vieira.

## Carreira
Graduado em Ciências Sociais, Edson Vieira iniciou suas atividades políticas ainda na adolescência, no ano de 1992, quando foi eleito o vereador mais jovem do Brasil, no município de Santa Cruz do Capibaribe. Com apenas 18 anos, tornou-se referência nacional e, nesse mesmo mandato, foi o presidente da Câmara de Vereadores no biênio 1995/1996, onde implantou inovações tecnológicas em sua gestão.
Depois de se ausentar da cena política por um período, voltou em 2004, no seu segundo mandato, sendo o vereador mais votado em sua cidade. Foi deputado estadual por dois mandatos.

## Eleições
Depois de se ausentar na politica, voltou a ser eleito vereador pelo PSDB nas eleições de 2004, sendo o mais votado em Santa Cruz do Capibaribe com 3.037 votos. 
Em 2006, Edson Vieira foi eleito deputado estadual pela primeira vez pelo PSDC, obtendo 39.378 votos. Nessa legislatura conseguiu aprovar 216 Indicações, 185 Requerimentos, 20 Projetos de Lei, sendo quatro Leis já sancionadas e aproximadamente 90 reuniões com diversos órgãos públicos que discutiram melhorias para as cidades que representa.
Nas eleições em 2008 foi candidato a prefeito na sua cidade, recebendo 18.516 votos (39% dos votos válidos), ficando em segundo lugar, perdendo para o também Deputado Estadual Toinho do Pará que era apoiado pelo então prefeito José Augusto Maia e recebeu 21.507 votos (45,3% dos votos válidos).
Em 2010 foi reeleito Deputado Estadual com 49.338 votos, apresentando uma crescente de 10 mil votos com relação à primeira eleição em 2006, sendo o deputado mais votado do Agreste Pernambucano.

### Eleições Municipais de 2012
Em 2012 foi novamente candidato a prefeito em Santa Cruz do Capibaribe, dessa vez pelo PSDB e com o apoio do também Deputado Estadual Diogo Moraes (PSB). 
Nessa eleição enfrentou o ex-prefeito e então Deputado Federal José Augusto Maia (PTB) que era o favorito, e pela terceira via o empresário Cleiton Barbosa (PV).
Foi eleito, obtendo 23.460 votos (52,12%), contra 20.558 votos (45,68%) de Zé Augusto, seu principal adversário. Nessa eleição, Cleiton Barbosa obteve 988 votos (2,20%).
Edson Vieira foi eleito o prefeito mais votado da história de Santa Cruz do Capibaribe, e tirou do poder o grupo do ex-prefeito Zé Augusto, que governava a cidade a 12 anos.

### Eleições Estaduais de 2014
Em 2014, apoiou para Deputado Estadual Diogo Moraes (PSB) e para Federal Bruno Araújo (PSDB). Dando a eles 16.542 e 12.481 votos respectivamente, fazendo-os majoritários na cidade. 
Ainda apoiou pra Paulo Câmara (PSB) para Governador e Aécio Neves (PSDB) para Presidente. 

### Eleições Municipais de 2016
Em 2016, em uma campanha difícil, foi reeleito prefeito de Santa Cruz do Capibaribe derrotando o então vereador Fernando Aragão (PTB) e o popular Rodolfo Aragão (PSOL). 
Nessas eleições de 2016, recebeu 22.879 votos (50,76%), dessa vez diminuindo a diferença que foi de 914 votos para o segundo colocado, Fernando Aragão que recebeu 21.965 votos (48,73%).

### Eleições Estaduais de 2018
Nas eleições estaduais de 2018, rompeu com o Deputado Estadual Diogo Moraes, e lançou sua esposa, Alessandra Vieira (PSDB) como candidata a Deputada Estadual no seu grupo. Aberta as urnas, Alessandra foi eleita com 45.115 votos no estado, sendo majoritária em Santa Cruz do Capibaribe com 12.735 votos .
Nessas eleições estaduais de 2018, Edson Vieira ainda apoiou Fernando Filho (DEM) para Deputado Federal, Bruno Araújo (PSDB) e Mendonça Filho (DEM) para o Senado Federal, Armando Monteiro Neto (PTB) para Governador de Pernambuco e Geraldo Alckmin (PSDB) para Presidente.

### Eleições Municipais de 2020
Em 2020, Edson Vieira lançou com candidato a sua sucessão o vice-prefeito Dida de Nan (PSDB), tendo como candidato a vice-prefeito o ex-secretário de Educação Joselito Pedro (PSDB).
Porém o candidato da situação amargou o terceiro lugar, Dida de Nan recebeu 14.840 votos (31,36%). Nessa eleição foi eleito prefeito de Santa Cruz do Capibaribe o filho do ex-vereador Fernando Aragão, o empresário Fábio Aragão (Progressistas) com 16.395 votos (34,65%), e em segundo lugar ficou o empresário Allan Carneiro (PSD) com 16.082 votos (33,99%).

### Eleições Estaduais de 2022
Nesse ano, Edson Vieira chegou a anunciar sua pré-candidatura a Deputado Federal pelo União Brasil, sendo Alessandra Vieira (UNIÃO) candidata a reeleição para a cadeira na ALEPE.
No decorrer da pré-campanha, Alessandra Vieira foi anunciada como pré-candidata a vice-governadora na chapa com o ex-prefeito de Petrolina Miguel Coelho (UNIÃO), assim, Edson Vieira retirou sua pré-candidatura a Deputado Federal e lançou a sua pré-candidatura a Deputado Estadual no lugar da sua esposa, oficializando o apoio a reeleição do Deputado Federal Fernando Filho (UNIÃO).